# Hideki Yukawa
Hideki Yukawa (湯川 秀樹, Yukawa Hideki, Tóquio, 23 de janeiro de 1907 — Kyoto, 8 de setembro de 1981) foi um físico teórico japonês. Foi o primeiro japonês a receber um Nobel de Física, em 1949, por formular a hipótese dos mésons, baseado em trabalhos teóricos sobre forças nucleares.

## Carreira
Realizou seus estudos na Universidade de Kyoto, onde se graduou em 1929, posteriormente mudou-se para a Universidade de Osaka. Especializado em física atômica e familiarizado com as ferramentas quânticas, propôs em 1935 uma teoria original que explicava a natureza das forças nucleares fortes, fazendo uso de uma partícula, o méson, cuja massa se situa entre os valores do próton e elétron, uma teoria análoga à vigente em eletrodinâmica quântica, que explicava a interação entre cargas elétricas por meio de intercâmbio de fótons na Universidade de Osaka.
Em 1938 obteve o grau de doutor e na Universidade de Osaka.
Em 1940, obteve o posto de titular na Universidade de Kyoto. Em 1947 foi professor nas universidades de Princeton e Columbia. Em 1953 assumiu o cargo de diretor do Instituto de Investigação de Física Fundamental de Kyoto. A partir de 1947 suas investigações sobre partículas subatômicas versaram sobre a teoria dos campos. Em 1949 recebeu o Nobel de Física. Foi eleito membro estrangeiro da Royal Society em 1963. Foi um dos signatários do Manifesto Russell-Einstein.

## Méson de Yukawa

### Evolução das ideias na força nuclear
Yukawa conta em sua autobiografia que no início da sua vida como pesquisador (meados de 1929) o interesse na pesquisa do núcleo atômico era muito limitada. Muitos físicos achavam a estrutura nuclear incompreensível e estavam satisfeitos em estudar os elétrons sob a perspectiva da nova e revolucionária mecânica quântica.
Já se sabia que deveria existir alguma força atrativa entre os prótons dentro do núcleo, caso contrário estes se separariam graças à repulsão eletromagnética. Após a descoberta do neutron em 1932 por James Chadwick um enorme interesse na física nuclear surgiu, especialmente nas interações entre núcleons; esta força que mantinha os prótons unidos deveria também afetar os neutrons, ou seja, não poderia ser a força elétrica, mas uma muito mais forte.
Werner Heisenberg foi o primeiro a tentar explicar isso, introduzindo uma interação chamda "Platzwechsel", onde os neutrons seriam formados por prótons e elétrons; eles trocariam elétrons com os prótons do núcleo, transformando-os em neutrons e se transformando em prótons. Essa ideia foi logo descartada por não haver nenhuma evidêcncia dos neutrons serem formados por prótons e elétrons, e também por essa transferência quebrar a conservação de spin entre as partículas.
Enrico Fermi se baseou na teoria de Heisenberg para desenvolver seu trabalho no decaimento beta, onde um neutron decairia em um próton, emitindo um elétron e um antineutrino. Apesar de bem recebida, a Interação de Fermi não descreve trocas de energia suficientes entre os prótons e neutrons dentro do núcleo para justificar sua atração.

### Teoria de Yukawa
Se baseando nas ideias de Heisenberg e Fermi, Yukawa explicou em seu artigo de 1935 a força nuclear de forma análoga à teoria já existente de fótons virtuais na interação eletromagnética. Uma partícula com carga pode emitir um fóton virtual sem quebrar as leis de conservação de energia desde que ele seja absorvido por outra partícula em um intervalo de tempo Δt tal que:
{\displaystyle \Delta t\leqslant \hbar /\Delta E}
Sendo ΔE a energia hf do fóton virtual e ħ a constante reduzida de Plank.
A distância que este fóton pode percorrer neste intervalo de tempo é conhecida como alcance (R) e é dada por:
{\displaystyle R=c\Delta t=c\hbar /\Delta E}
Ou, substituindo ΔE por seu valor hf (constante de Plank vezes frequência):
{\displaystyle R=\lambda /2\pi }
Sendo λ o comprimento de onda do fóton virtual. É possível notar nesta equação que, como não há limite para o comprimento de onda do fóton, seu alcance é potencialmente infinito. Percebe-se também que isso é consequência do fóton poder ter energias extremamente pequenas.
De acordo com a mecânica quântica, a interação eletromagnética é causada pela emissão e absorção destes fótons virtuais. Como o alcance destes é infinito, o alcance da força eletromagnética também deve ser, fato que se verifica experimentalmente. A força nuclear forte, por outro lado, aparenta ser de extremo curto alcance, se tornando insignificante em distâncias maiores que 2,5fm. Yukawa propôs que ela deveria ser mediada por uma partícula virtual assim como a força eletromagnética, mas com massa de repouso diferente de zero, ao contrário do fóton. A partícula de Yukawa deveria ter então um limite mínimo de energia dependendo da sua massa de repouso, dado por:
{\displaystyle \Delta E=mc^{2}}
Seu alcance e, por consequência, o alcance da força mediada por ele deveria ser:
{\displaystyle R\leqslant \hbar /mc}
Yukawa calculou que a massa de tal partícula - chamada de méson, do grego para intermediário - deveria ser de aproximadamente 200 vezes a massa do elétron.

### Descoberta da partícula e prêmio nobel
Por um tempo o trabalho de Yukawa permaneceu pouco discutido na comunidade científica, até uma partícula com a massa de 200 elétrons ser detectada em raios cósmicos por Carl David Andeson. Ficou claro que este não era o méson de Yukawa, pois interagia fracamente com o núcleo atômico e não poderia ser responsável pela interação forte. Contudo, essa descoberta tornou Yukawa uma figura conhecida na física teórica mundial e iniciou uma corrida para detectar sua partícula.
A descoberta se deu principalmente pelo físico brasileiro César Lattes após desenvolver um novo método de emulsões nucleares com boro para detecção de raios cósmicos. No final de 1946 Lattes pediu para seu ex-professor Giuseppe Occhialini, o qual saia de férias nos pirinéus franceses, que posicionasse suas chapas no topo do Pic du MIdi. Os resultados foram publicados em um artigo da Nature de 1947, levando o nome de Cecil Frank Powell como co-autor. Powell era chefe do grupo de pesquisa do qual Lattes fazia parte na época, mas, segundo o brasileiro, ele sequer tinha ciência do experimento que acontecia com as emulsões contendo boro e ainda utilizava as obsoletas chapas fotográficas em seu laboratório.
O experimento de Lattes mostrou uma nova partícula denominada méson-pi, ou píon, a qual demonstrou ser o méson de Yukawa (a partícula descoberta por Anderson foi posteriormente renomeada múon e reconhecidacomo um lépton). Em 1949 Yukawa recebeu o Prêmio Nobel de Física pela sua previsão do píon, seguido por Powell em 1950 pela descoberta.